# Josep Melcior Prat i Solà
Josep Melcior Prat i Solà (Els Prats de Rei, Anoia, 1779 - Sant Sebastià, 21 d'agost de 1855) va ser un literat, traductor i polític lliberal català. Durant la guerra del Francès va ser redactor del Diario de Sesiones de las Cortes de Cádiz. Fou diputat en les corts de 1822-23 durant el Trienni Liberal (1820-1823). El 1823 es traslladà a la Gran Bretanya on va traduir el Nou Testament, i part de l'Antic Testament, per encàrrec de la Societat Bíblica Britànica i Estrangera. Posteriorment va ser president de la Societat Econòmica Barcelonesa d'Amics del País, de la Reial Acadèmia de Ciències i Arts i de la Reial Acadèmia de Bones Lletres.

## Biografia
Va néixer als Prats de Rei l'any 1779, fill de Ramon Prat, farmacèutic, i net de Pere Solà, metge. Va estudiar a la Universitat de Cervera on va obtenir el grau de batxiller en Filosofia, es llicencià en Farmàcia i es doctorà en Química. També va estudiar medicina a l'Hospital de la Santa Creu de Barcelona. Durant la Guerra del Francès va treballar al Protomedicato del Ejército de Cataluña. L'any 1811 va traslladar-se a Cadis, on va ser taquígraf i posteriorment redactor del Diario de Sesiones de las Cortes. Va exercir d'apotecari als Prats de Rei de 1814 a 1820. Durant el Trienni Liberal (1820-1823) fou diputat en les corts de 1822-23 i secretari de les Corts. Va ser un dels lliberals signants del decret que suspenia les funcions del rei, i va ser condemnat a mort quan el poder monàrquic fou restablert. Va poder escapar i es va exiliar a Anglaterra el 1823.

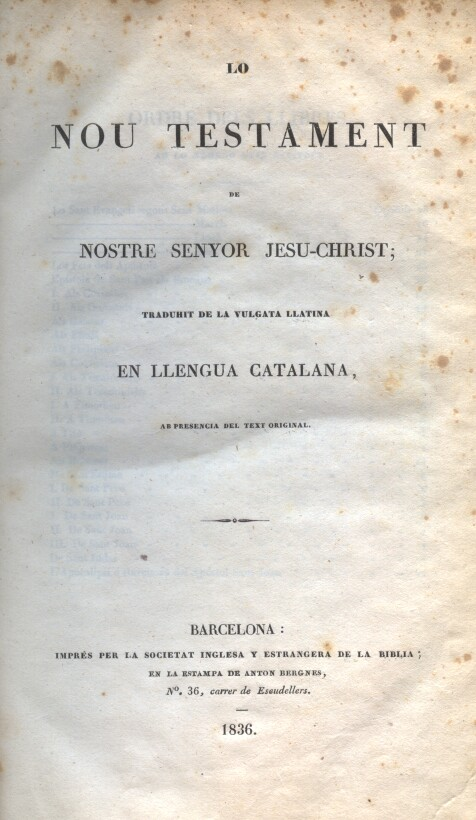
Portada de l'edició de Barcelona, 1836, de Lo Nou Testament, traduït per Josep Melcior Prat

Va passar uns mesos a Londres i després es traslladà a Knaresborough (North Yorkshire), on es va dedicar fer de traductor d'obres angleses al castellà, i a conèixer el funcionament d'una societat desenvolupada, organitzada i lliberal. Va traduir al castellà molts textos protestants per a ser difosos a Amèrica Llatina. Entre 1824 i 1828 va treballar en la traducció dels Evangelis al català, que van ser publicats el 1832 amb el títol Lo Nou Testament de Nostre Senyor Jesu-Christ traduhit de la Vulgata Llatina en llengua catalana, amb presència del text original. Davant la intransigència religiosa a Espanya, va optar per no signar ni aquesta, ni les posteriors edicions de l'obra, ja que es tractava d'una versió protestant en un món que
oficialment era catòlic. En aquesta tasca va rebre l'ajuda d'Antoni Puig i Blanch, el qual era hostil amb el clergue valencià exiliat Joaquim Llorenç Villanueva que també pretenia traduir el Nou Testament. La tercera edició de Lo nou testament de Prat, i primera de Barcelona, va anar a càrrec del seu amic Antoni Bergnes de las Casas. També va mantenir amistat amb Torres i Amat, el qual esperava que la seva traducció seria útil per a fomentar l'estudi del català. Prat desconeixia la llengua grega original del Nou Testament, així que va traduir a partir de la versió llatina de la Vulgata i de diverses versions en llengües europees com Reina-Valera (1602) en castellà, King James Version (1611) en anglès, Le Maistre de Sacy (1696) en francès, Martini (1792) en italià, Scío de San Miguel (1793) i Torres Amat (1823) en castellà.
Un cop mort el rei Ferran VII, l'any 1833 va tornar a Barcelona, on va ser nomenat secretari del govern civil i, posteriorment, governador civil interí, a causa de la dimissió del titular, durant la crema de convents de 1835, en el context de la primera Guerra Carlina. Va ser governador de Lleida (1837), Tarragona (1837-38), Castelló (1838), Còrdova (1839), Oviedo (1840-42) i per segona vegada Còrdova (1843). L'any 1845 va ser nomenat conseller provincial de Barcelona, fins a la supressió del Consell el 1854. El 1835, com a governador civil interí, va crear una comissió encarregada de fer un inventari dels arxius, biblioteques i peces artístiques dels convents suprimits o destruïts en el context de les desamortitzacions espanyoles.
El 15 d'octubre de 1835 va ser elegit membre de la Reial Acadèmia de Ciències i Arts, que va presidir en dos períodes (1847-48 i 1854-55). Va ser membre de la Reial Acadèmia de Bones Lletres, que també va presidir entre 1835 i 1837, i de la Reial Acadèmia de Medicina de Barcelona.
El 22 de desembre de 1834, a proposta del vicepresident Albert Pujol, va ingressar a la Societat Econòmica Barcelonesa d'Amics del País (SEBAP), i s'integrà en la classe d'Instrucció i Beneficència, secció que va presidir en dos períodes. Va presidir la SEBAP en 12 ocasions, el 1837 i entre 1845 i 1855. Durant la seva presidència va crear seccions de la SEBAP en viles com Igualada, Manresa, Mataró, Vilafranca del Penedès, Vilanova i la Geltrú i Vic. El 1835 va iniciar la creació d'una societat de socors contra incendis, va reformar l'escola de cecs, va impulsar la creació del Banc de Crèdit Agrícola (1855), creació de les escoles lancasterianes, creació de la Junta de Dames per a l'educació de noies pobres on van estudiar 4.800 noies durant la vida de Prat. El 1835 va formar part de la comissió encarregada de constituir la nova Caixa de Barcelona, que fou finalment creada el 1844.
Nomenat governador civil de Guipúscoa, va morir a San Sebastià el 21 d'agost de 1855, víctima de la malaltia del còlera.